# Lightning Bolt (banda)
Lightning Bolt es un dúo de música noise formado en Providence, Rhode Island en Estados Unidos. El grupo consiste del baterista y vocalista Brian Chippendale y el bajista Brian Gibson. El grupo se formó cuando ambos miembros eran estudiantes en RISD, La Escuela de Diseño de Rhode Island. 
Son generalmente considerados grandes innovadores del género de noise rock, y son algo legendarios por el volumen y la energía de sus conciertos.

## Discografía
Han sacado seis discos, todos bajo la imprenta de Load Records, también basada en Providence. Estos son:
- "Lightning Bolt" (1999)
- "Ride the Skies" (2001)
- "Wonderful Rainbow" (2003)
- "Hypermagic Mountain" (2005)
- "Earthly Delights" (2009)
- "Fantasy Empire" (2015)
- "Sonic Citadel" (2019)